# Jay Arnette
Jay Hoyland Arnette (Austin, 19 december 1938) is een voormalig Amerikaans basketballer. Hij won met het Amerikaans basketbalteam de gouden medaille op de Olympische Zomerspelen 1960.

## Carrière
Arnette speelde voor het team van de Universiteit van Texas in Austin, voordat hij in 1963 zich kandidaat stelde voor de NBA draft. Hij werd als 9e in de 2e ronde gekozen door de Cincinnati Royals waarvoor hij 3 seizoenen in de NBA zou spelen.
In 1960 werd Arnette geselecteerd voor het Amerikaans basketbalteam dat mocht deelnemen aan de Olympische Zomerspelen in Rome. Tijdens de Olympische Spelen speelde hij 8 wedstrijden, inclusief de laatste wedstrijd tegen Brazilië die ze winnend met 63-90 afsloten en zo werden de VS opnieuw Olympisch kampioen. Gedurende deze wedstrijden scoorde hij 23 punten.
Na zijn carrière als speler was hij werkzaam als orthodontist. In 2010 werd het volledige Olympische team van 1960 toegevoegd aan de Basketball Hall of Fame.

## Statistieken

### Regulier seizoen
| Seizoen  | Team              | WG  | WS | MPW  | 2P%  | 3P% | FW%  | RPW | APW | SPW | BPW | PPW |
| -------- | ----------------- | --- | -- | ---- | ---- | --- | ---- | --- | --- | --- | --- | --- |
| 1963/64  | Cincinnati Royals | 48  | 0  | 10,4 | 36,2 | -   | 77,8 | 1,1 | 1,5 | -   | -   | 3,8 |
| 1964/65  | Cincinnati Royals | 63  | 0  | 10,5 | 37,1 | -   | 74,7 | 1,0 | 1,1 | -   | -   | 3,8 |
| 1964/65  | Cincinnati Royals | 3   | 0  | 4,7  | 16,7 | -   | -    | 0,0 | 0,0 | -   | -   | 0,7 |
| Carrière | Carrière          | 114 | 0  | 10,3 | 36,5 | -   | 76,0 | 1,0 | 1,2 | -   | -   | 3,7 |

### Play-offs
| Seizoen  | Team              | WG | WS | MPW | 2P%  | 3P% | FW%  | RPW | APW | SPW | BPW | PPW |
| -------- | ----------------- | -- | -- | --- | ---- | --- | ---- | --- | --- | --- | --- | --- |
| 1963/64  | Cincinnati Royals | 8  | 0  | 9,9 | 35,5 | -   | 87,5 | 1,3 | 1,1 | -   | -   | 3,6 |
| 1964/65  | Cincinnati Royals | 1  | 0  | 2,0 | 0,0  | -   | -    | 0,0 | 1,0 | -   | -   | 2,0 |
| Carrière | Carrière          | 9  | 0  | 9,0 | 34,4 | -   | 87,5 | 1,1 | 1,1 | -   | -   | 3,2 |

3 Jerry West · 
4 Walt Bellamy · 
5 Bob Boozer · 
6 Terry Dischinger · 
7 Burdette Haldorson · 
8 Darrall Imhoff · 
9 Allen Kelley · 
10 Lester Lane · 
11 Jerry Lucas · 
12 Adrian Smith · 
13 Jay Arnette · 
14 Oscar Robertson · 
Coach Pete Newell